# (6388) 1989 WL1
1989 دابليو أل 1 (ويعرف أيضًا باسم (6388) 1989 دابليو أل 1 وفق تسمية الكوكب الصغير) (بالإنجليزية: 1989 WL1)‏ هو كويكب ضمن حزام الكويكبات؛ وترتيبه 6388 من حيث الاكتشاف.
اكتُشف هذا الجُرم الفلكي بواسطة سيجي أويدا في 25 نوفمبر 1989.

## وصلات خارجية
- (6388) 1989 WL1 في قاعدة بيانات مختبر الدفع النفاث لأجرام النظام الشمسي الصغيرة

- الاكتشاف · مخطط المدار ·  العناصر المدارية · المعلمات المادية

- (6388) 1989 WL1 على موقع ويكي سكاي: DSS2, SDSS, GALEX, IRAS, Hydrogen α, X-Ray, Astrophoto, Sky Map, Articles and images